# Oldřich Vašíček
Oldřich Alfons Vašíček (nacido en 1942) es un matemático originario de la República checa, analista cuantitativo y pionero de modelos de tasas de interés.  Recibe el grado de maestro en matemáticas de la Universidad Técnica checa, 1964, y  un Doctorado en Teoría de la Probabilidad por la  Charles Universidad Praga, cuatro años más tarde.
Vašíček partió a América y se estableció en San Francisco, donde trabajó en el Departamento de Ciencias Administrativas en el Banco Wells Fargo, en enero de 1969.
En 1970, el Banco Wells Fargo patrocinó una conferencia que incluía a Fischer Black y Myron Scholes, quienes apenas comenzaban a pensar seriamente en el problema de la valoración de las opciones sobre acciones. Por supuesto, su trabajo sobre ese tema, coincide en tiempo con un artículo de Robert C. Merton, quien revolucionaría la economía financiera tres años después. De hecho sus ideas preliminares en la conferencia de 1970 entusiasmaron a Vasicek, quien pronto desarrollaría temas relacionados en el trabajo de su vida.
El artículo de Vasicek cambió las finanzas describiendo la dinámica de la curva de rendimiento, el cual fue publicado en  Journal of Financial Economics (Revista de Economía Financiera) en 1977, este artículo tiene casi cinco mil citas. En reconocimiento a dicho artículo y por sus trabajos subsecuentes, la International Association of Financial Engineers (Asociación Internacional de Ingenieras Financieras) nombró a Vašíček Ingeniero Financiero del Año, en 2004.
El modelo de tasa corta de reversión a la media es generalmente conocido como el Modelo de Vasicek.
En 1989 Stephen Kealhofer, John McQuown y Oldřich Vašíček fundaron la compañía KMV, empresa pionera en el uso de modelos estructurales para la valuación de créditos. En 2002  la compañía fue adquirida por Moody es con un valor de $210 millones. En 2007,Moody KMV fue rebautizada como Moody's Analytics.
Vašíček ha recibido el premio Risk magazine Lifetime. Ingresó al Salón de la fama Estrategia de los Derivados, al Salón de la fama de la Sociedad de Analistas del Ingreso Fijo y al Salón de la fama de Risk magazine. Peter Carr, director de Quantitative Financial Research en Bloomberg LP, incluyó el artículo "Probability of Loss on Loan Portfolio" (Probabilidad de pérdida en la cartera de préstamos) de Vašíček en el libro "Derivatives Pricing: The Classic Collection", lo cual colocó a su trabajo entre los 19 artículos más influyentes en finanzas cuantitativas.
Toca la flauta y es un ávido windsurfer. Tiene tres hijos, uno de los cuales es el guionista John Vasicek.